# متلازمة هرلين-ويرنر-وندرليش
متلازمة هرلين-ويرنر-وندرليش (بالإنجليزية: Herlyn-Werner-Wunderlich syndrome)‏ وتُعرف باسم OHVIRA‏ وهيَ اختصار (Obstructed hemivagina and ipsilateral renal anomaly) وتعني الانسداد النصفي المهبلي مع شذوذ كلوي بنفس الجانب، وهي متلازمة نادرة جدًا، حيثُ يحدث عيب خلقي عند الولادة في أعضاء البطن السفلي والحوض. تعتبر هذه المتلازمة نوعًا من اضطراب قنوات مولر.
في مُعظم الحالات، تظهر المُتلازمة على شكل رحمٍ مزدوج مع انسدادٍ مهبلي نصفي وحيد الجانب وغياب خلقي للكلية على نفس الجانب، كما قد تؤثر أيضًا على الإحليل والمصرة الإحليلية والحالب والمثانة والطحال.
على الرغم أنَّ معدل حدوث هذه المُتلازمة غير معروف، إلا أنه قد وثقَ أنهُ بين 0.1% إلى 3%.

## الأعراض
على الرغم من عدم وجود أعراض خاصة بهذه المُتلازمة، إلا أنَّ الشكوى الشائعة تتضمن ألم حوضي يزداد تدريجيًا خلال الحيض، مع حدوث تدمي المهبل بسبب تراكم الدم في الجسم. قد تحدث أَعراض أُخرى مثل انتفاخ البطن وغثيان وتقيؤ خلال الحيض، كما أنَّ الخصوية قد تتأثر.
هذه الحالة تؤدي إلى زيادة الحاجة لإجراء ولادة قيصرية نتيجةً لقِصَر الرحم.

## التشخيص
عادةً ما تُشخص الحالة عبر التصوير بالرنين المغناطيسي أو الموجات فوق الصوتية. يُوصى باستشارة أخصائي طب نساء في هذه الحالة.

## العلاج
على الرغم أنَّ الحالة لا يُمكن علاجها، إلا أنهُ يمكن ضبط الأعراض بالأدوية والجراحة. في مُعظم الحالات، يُفتح المهبل النصفي المسدود ويتم تصريف السائل المتراكم. يُمكن استعمال المضادات الحيوية في حالة الحدوث المُتكرر لعداوى الجهاز البولي، كما يُوصى أحيانًا بزراعة الكلية.
يُصنف حمل المرأة المُصابة بمتلازمة هرلين-ويرنر-وندرليش ضمن الحمل عالي الاختطار؛ بسبب حجم وشكل الرحم وعنق الرحم، بالإضافة إلى انخفاض وظائف الكلية. عادةً ما تعامل الأمهات الحوامل عبر تطويق عنق الرحم والولادة القيصرية لمنع حدوث ضائقة جنينية أثناء المخاض.